# Дирхам

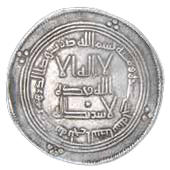
Срібний дирхем раннього Халіфату часів династії Омеядів (661—750).

Дирха́м або дирга́м, також дирге́м (араб. درهم) — спершу близькосхідна одиниця ваги (дорівнювала 2/3 аттійської драхми); у VII—XI століттях — срібна монета Арабського халіфату. Монета з чистого срібла масою 2,97 грами і вартістю в 1/10 динара.
Назва «дирхам» походить від грецької монети драхми. Дирхами карбували за різних династій як у Північній Африці, так і в Середній Азії. Були поширеною валютою в Східній Європі до того, як там з'явились місцеві монети.
Згідно з ісламською забороною на зображення живих істот, на арабських дирхемах, на відміну від європейських монет, розміщували тільки написи. Виконані у куфічній (орнаментальній) манері арабського письма, вони вміщували вислів із Корану, ім'я еміра (правителя області, де було карбовано дирхем), назву монети, рік і місто.
Диргем в досить стислий час забезпечив грошовий обіг Халіфату та вплинули на грошові системи як Європи, так і Східної Азії. Поширився в Європі (зокрема у Київській Русі) внаслідок тодішньої інтенсивної торгівлі з мусульманськими країнами. Пізніше диргем дорівнював руській ногаті.
Дирхамові скарби знайдено в Україні, Білорусі, Європейській частині Росії, країнах Балтії, Швеції та на півночі Польщі (найбільший з таких скарбів містив понад 50 000 монет).

## Поширення у Європі
Оскільки дирхамові скарби можна досить точно датувати за датою випуску найновішої монети в скарбі, вони є цінним джерелом історичної інформації. Аналіз таких скарбів указує на 4 визначені періоди.
- Бл. 800—825 рр. — скарби містять аббасидські дирхами, здебільшого з Північної Африки. Вони цілком можуть свідчити про хозарсько-арабські торговельні зв'язки через Середземномор'я.

- 825—905 — північноафриканські монети зникають, їх заступають середньоазійські.

- 905—960 — в скарбах і далі переважають монети з держави Саманідів, але вже трапляються й великі кількості монет з держав Бувейгідів і Зіядидів. За доби вікінгів, коли шведські варяги контролювали Балтійсько-Дніпровський шлях (Шлях із варягів у греки), дирхами поширилися на півночі Європи. Важливі дирхамські скарби виявлено в Швеції, зокрема на острові Готланд.

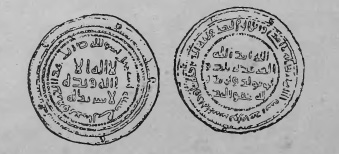
Арабський діргем (срібняк) 708 року, знайдений в Україні

- Вивіз арабського срібла до Східної Європи зменшився наприкінці X і припинився на початку XI сторіччя. Останній саманідський дирхам, знайдений у Швеції, датований 869 роком, на Русі — 1015 роком. Наприкінці XI сторіччя арабські монети були цілковито витіснені європейськими.

## Сучасність
Нині дирхам є грошовою одиницею декількох арабських країн:
- Марокканський дирхам
- Дирхам ОАЕ
- 1/1000 лівійського динара
- 1/100 катарського ріала
- 1/10 йорданського динара
- Дирхам (читається як дирам) є 1/100 таджикистанського сомоні.